# Hernán Rodrigo López
Pour les articles homonymes, voir López.
Hernán Rodrigo López Mora, ou simplement Hernán Rodrigo López, né le 21 janvier 1978 à Montevideo en Uruguay, est un footballeur international uruguayen au poste d'attaquant. 
Il compte deux sélections en équipe nationale entre 1996 et 2009.

## Biographie

### Carrière internationale
Hernán Rodrigo López dispute la Coupe du monde des moins de 20 ans en juin 1997, jouant un total de quatre matchs et un but.
Hernán Rodrigo López est convoqué pour la première fois par le sélectionneur national Héctor Núñez pour un match amical face à la Chine le 17 juillet 1996 (1-1). Il reçoit sa dernière sélection le 12 août 2009 contre l'Algérie, où il entre à 46e minute à la place de Sebastián Abreu (défaite 1-0). 
Il compte deux sélections et zéro but avec l'équipe d'Uruguay entre 1996 et 2009.

## Palmarès

### En club
- Avec le Club Olimpia :
  - Vainqueur de la Copa Libertadores en 2002
  - Vainqueur de la Recopa Sudamericana en 2003

- Avec le Club Libertad :
  - Champion du Paraguay en 2006 et A. 2014

- Avec le Club América :
  - Vainqueur de l'InterLiga en 2008

- Avec le Vélez Sársfield :
  - Champion d'Argentine en C. 2009

- Avec l'Estudiantes de La Plata :
  - Champion d'Argentine en A. 2010

### Récompenses
- Meilleur buteur du Championnat du Paraguay en 2006 (27 buts), C. 2013 (17 buts) et A. 2014 (19 buts)